# Egerszegi László
Egerszegi László (Veszprém, 1943. november 27. – Kaposvár, 2004. február 22.) magyar közgazdász, politikus, országgyűlési képviselő.

## Életpályája

### Iskolái
Az általános és középiskolai tanulmányait Kaposváron végezte el. 1962-ben érettségizett a Táncsics Mihály Gimnáziumban. 1963–1967 között a Marx Károly Közgazdaságtudományi Egyetem hallgatója volt. 1972-ben idegenforgalmi témájú disszertációjával egyetemi doktori címet szerzett. 1984–1988 között a Politikai Főiskola hallgatója volt.

### Pályafutása
1962–1963 között az Iparcikk Kiskereskedelmi Vállalatnál adminisztrátorként dolgozott. 1967–1972 között a Somogy Megyei Tanács főelőadója volt. 1972–1977 között a KSH Somogy Megyei Igazgatóságának tájékoztatási osztályvezetője volt. 1977–1982 között a Szakszervezetek Somogy Megyei Tanácsának osztályvezetője, 1982–1990 között titkára volt. 1990–1994 között az MSZOSZ Somogy megyei képviseletének vezetője volt. 1998-tól a Somogy Megyei Illetékhivatal igazgatója volt.

### Politikai pályafutása
1983–1989 között az MSZMP tagja volt. 1986–1990 között – mint szakszervezeti delegált – a Somogy Megyei Tanács tagja volt. 1993-tól az MSZP tagja volt. 1994–1998 között országgyűlési képviselő (Somogy megye) volt. 1994–1998 között az Alkotmányügyi, törvényelőkészítő, igazságügyi és ügyrendi bizottság tagja volt.

## Családja
Szülei: Egerszegi László (1920-?) és Kari Rozália (1920-?) voltak. 1976-ban házasságot kötött Karsay Évával. Két gyermekük született: Péter (1978) és Dóra (1984).
Sírja Kaposváron a Keleti temetőben található (XIV. urnaliget 10. sír).

## Díjai
- a Munka Érdemrend bronz fokozata (1987)